# Reptalus estremadura
Reptalus estremadura är en insektsart som beskrevs av Dlabola 1988. Reptalus estremadura ingår i släktet Reptalus och familjen kilstritar.
Artens utbredningsområde är Portugal. Inga underarter finns listade i Catalogue of Life.